# برایان ژانویه
برایان ژانویه (انگلیسی: Briann January؛ زادهٔ ۱۱ ژانویهٔ ۱۹۸۷) بازیکن بسکتبال اهل ایالات متحده آمریکا است.